# Квеллендорф
Квеллендорф (нем. Quellendorf) — община в Германии, районный центр, расположен в земле Саксония-Анхальт. 
Входит в состав района Кётен. Подчиняется управлению Зюдлихес Анхальт.  Население составляет 1027 человек (на 31 декабря 2006 года). Занимает площадь 20,41 км².